# Temetés
A temetés az emberi társadalomban az elhunytak holttestének tisztességes végső elhelyezése. Kétféle értelemben használt kifejezés:
1. valaki halála, boldogtalansága miatt érzett gyász
2. a gyász külső megnyilvánulásai temetési szertartásokban

A második jelentés magában foglalja a temetési szertartásokat és az elhunyt tiszteletére közvetlenül a halál után, gyakran a temetkezéshez, hamvasztáshoz vagy a holttest más rituális kezeléséhez fűződő cselekedeteket.

## Különféle temetések

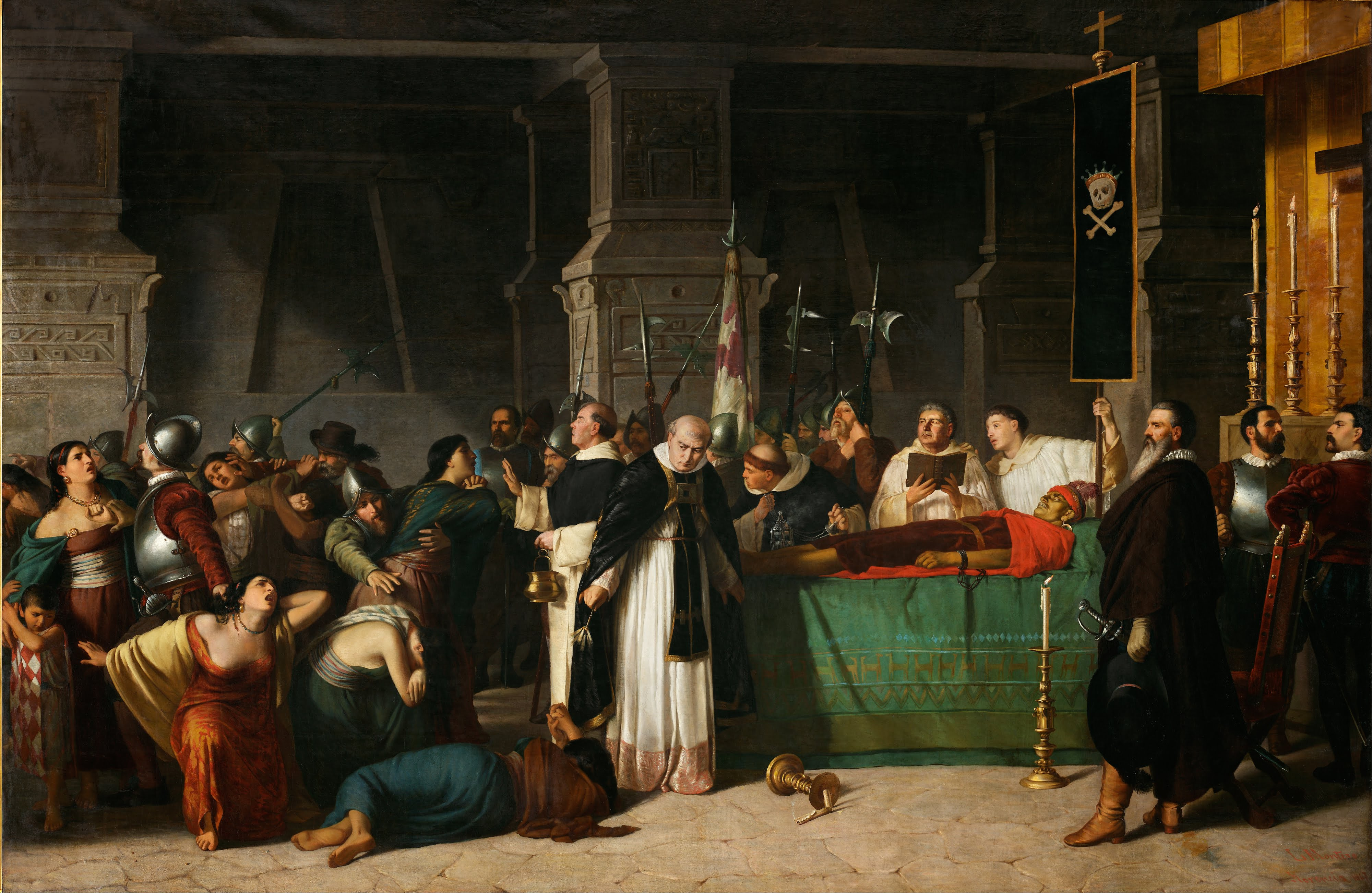
Atahualpa Inka gyásza, Luis Montero 1867-es festménye,. Limai Művészeti Múzeum

A temetésnek sokféle jelentése van kultúrától és vallástól függően. Általánosságban elmondható, hogy az antropológusok és történészek (például Philippe Ariés) két csoportra osztják a kultúrákat a temetés szempontjából. Azokra, amelyek mások halálát nézik, és azokra, amelyek saját halálukat nézik, mások ellenében, ahogy Norbert Elias látja.
Azokban a kultúrákban, ahol az ember mások halálát nézi, a gyász búcsút jelent, és a rituáléknak meg kell vigasztalniuk a halottakat. Azokban a kultúrákban, amelyekben az ember saját halálát nézi, a gyász annak az emlékét jelenti, hogy a mai napig élők is meghalnak egyszer, és a rítusok vigasztalják az élőket.
A keresztény gyászban a szertartást vezető személy a temetési beszéd során gyakran nem az elhunythoz, hanem Istenhez beszél, kérve, hogy fogadja be az elhunytat, és a hozzátartozóihoz, hogy vigasztalódjanak. Más kultúrákban elengedhetetlen, hogy beszéljünk a halottakkal, kérve őket, hogy ismerjék el a halált és hagyják el a társasági életet. Ezért azokban a gyászkultúrákban, amelyekben az ember saját halálát látja, nem feltétlenül hisz a lélek túlélésében, mert a materialista is meg tudja szólítani az élőket, hogy vigasztalódjon, hanem azokban a kultúrákban, amelyekben valaki a másik halálát látja, hinnie kell a lélek túlélésében, hogy megvigasztalhassa a halandót, az ilyen kultúrákban élő materialista szertartás nélkül egyszerűen kidobná a holttestet.
Azokban a kultúrákban, amelyek a saját halálukat nézik, az ember néha megpróbálja álcázni a holttestet, az amerikaiak például sminket használnak, hogy „visszaállítsák a halottak méltóságát”. Ez a maszk vagy smink azért hasznos, hogy a jelenlévők ne érezzék a halált és ne féljenek tőle. Ezzel szemben azokban a kultúrákban, amelyek egy másik ember halálát nézik, a holttestet hagyják elbomlani, hogy a szellem elismerje a halált.

## Temetési szertartások

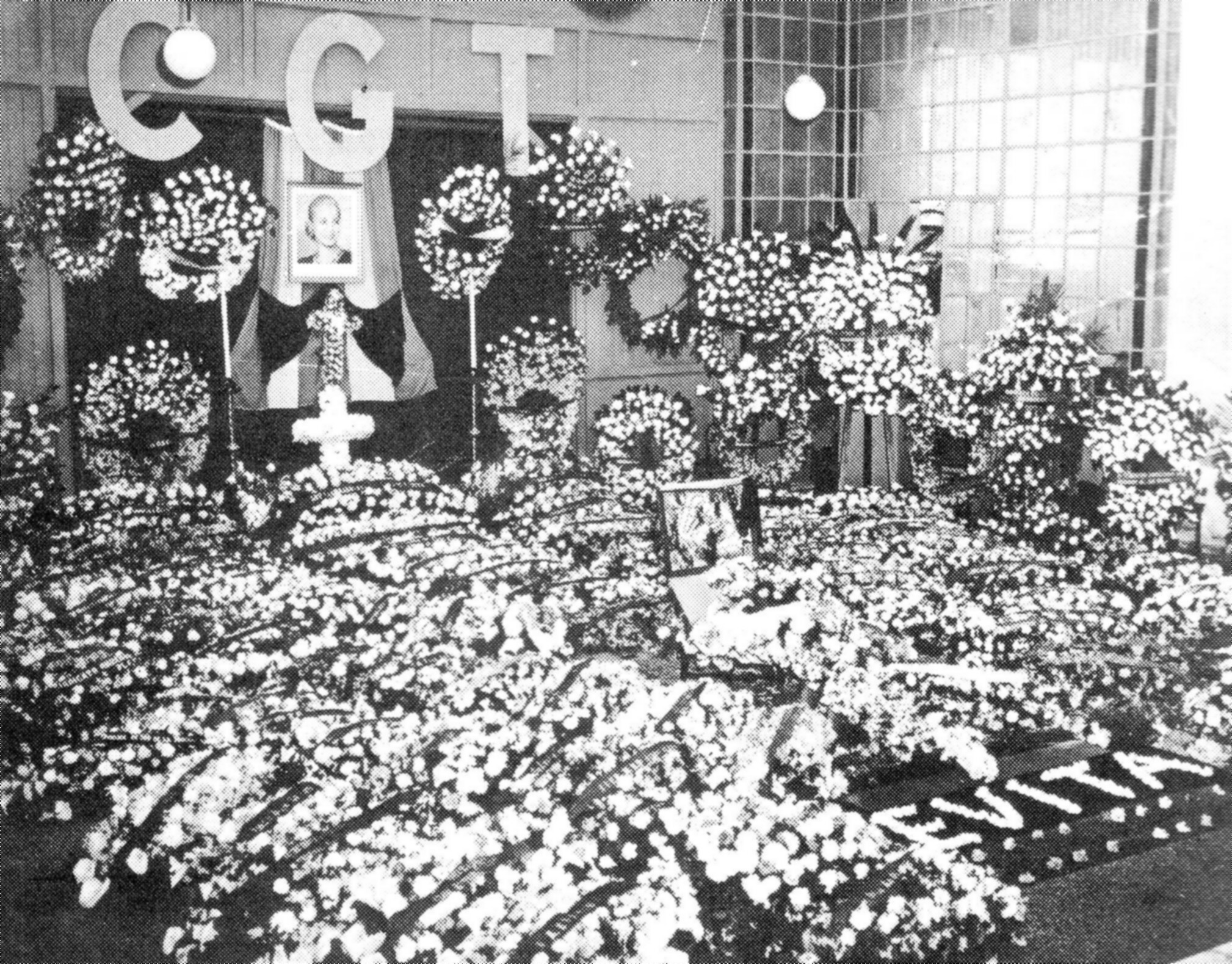
Közel hárommillióan vettek részt Evita Perón állami temetésén Buenos Aires utcáin

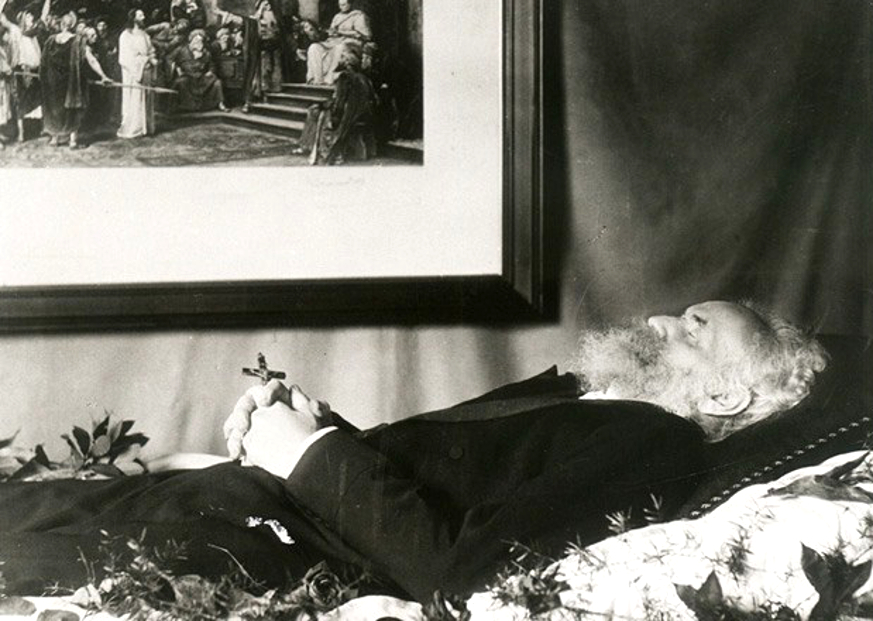
Munkácsy Mihály ravatala Endenichben, 1900. május 1.

A temetési szertartások nagyon gyakran a különböző kultúrák pompáján alapulnak. Általánosságban elmondható, hogy a saját halállal foglalkozó kultúrákban a temetési szertartás szükségszerűen szomorú és ünnepélyes, az élő emberekhez szól, és az elhunyt életére emlékeztet. Az állami temetés olyan nyilvános temetési szertartás, amely az illemszabályok szigorú szabályait betartja nemzeti vagy kiemelt jelentőségű személy tiszteletére. Az állami gyász általában sok pompát és szertartást, valamint vallási árnyalatokat és a katonai hagyomány jellegzetes elemeit foglalhatja magában.
Ezzel szemben azokban a kultúrákban, amelyek egy másik ember halálát nézik, gyakran vannak temetési bankettek, amelyek során az elhunytat búcsúpartival ünneplik.
Sok kultúrában, például Brazíliában, mindkét dolog megtörténik. Ezzel egy időben az elhunytat gyászolják, de lakomát is kínálnak az elhunytnak. Az imák után elfogyasztanak egy kis ebédet és kávét isznak, gyakran emlékezve az elhunyt életére, de ki is tréfálják, és egyes helyeken a férfiak kimennek a ravatalozóba gitározni és alkoholt inni az elhunyt tiszteletére. Úgy tartják, hogy az elhunyt szellemének feltétlenül tudomásul kell vennie a halált, ezért a gyásznak segítenie kell a szellemet, hogy kijöjjön a testből. Tanácsot kell adni a halottaknak, hogyan találják meg az utat egy másik világba, hogy az ne szenvedjen, mert elvesztette az élők világát.
A spiritizmus szerint a szellem gyakran részt vesz a temetésén, de néha nem érti, mi történik, mert még össze van zavarodva.

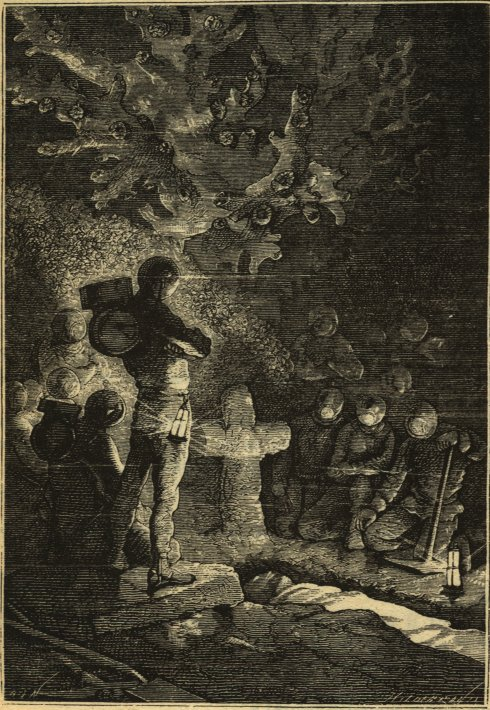
Víz alatti gyász húszezresek ligájában a tenger alatt
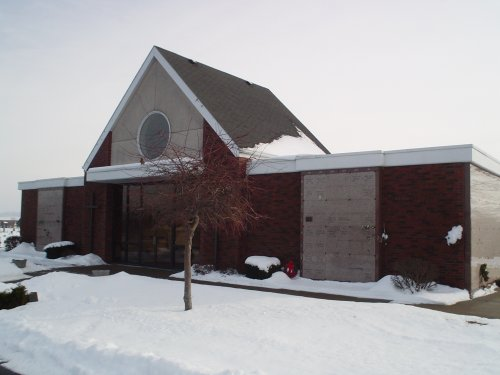
A Szent József-kápolnamauzóleum
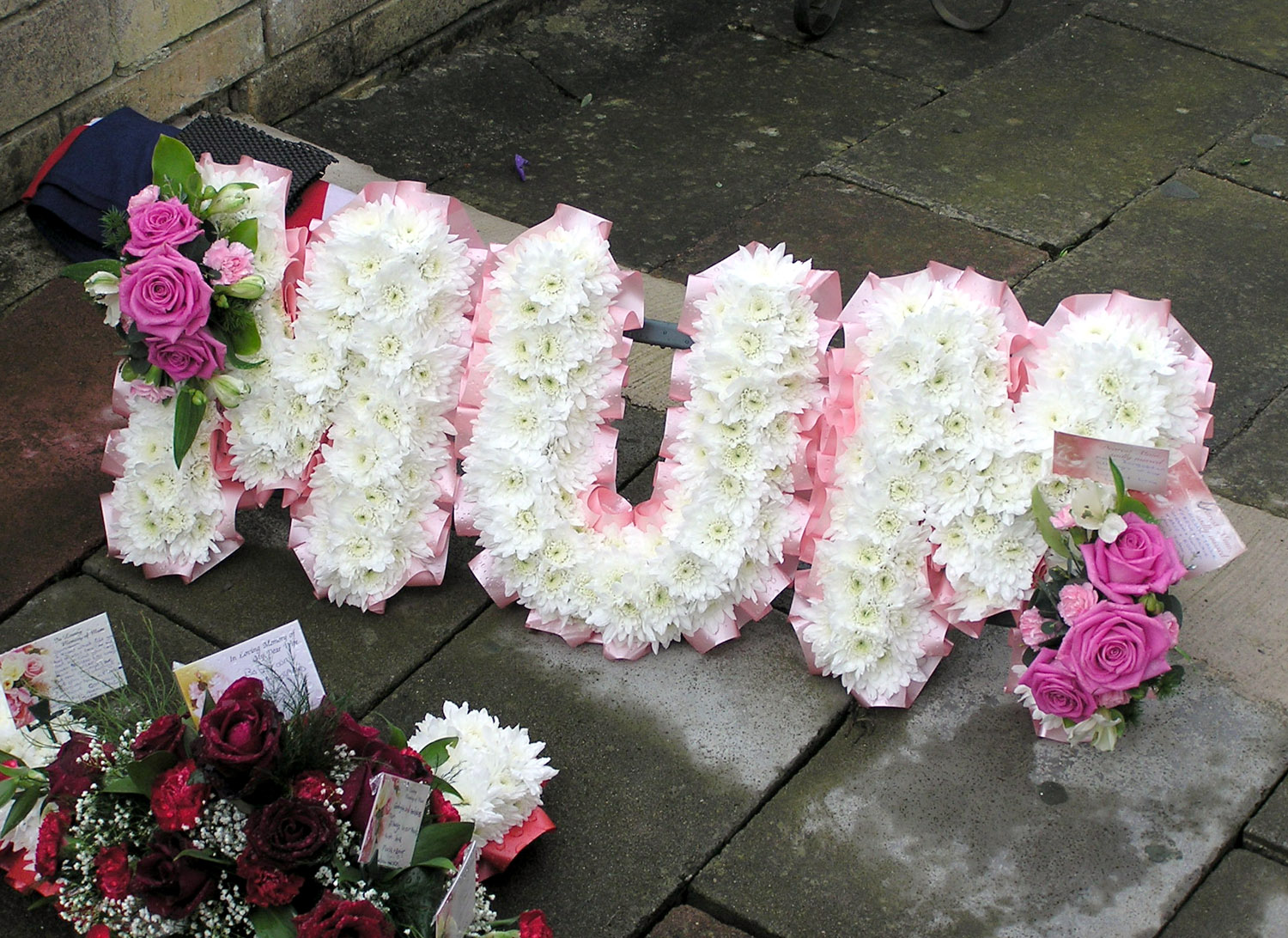
Gyászszertartás

## Fordítás
- Ez a szócikk részben vagy egészben  a   Funebro című eszperantó Wikipédia-szócikk ezen változatának fordításán alapul.  Az eredeti cikk szerkesztőit annak laptörténete sorolja fel. Ez a jelzés csupán a megfogalmazás eredetét és a szerzői jogokat jelzi, nem szolgál a cikkben szereplő információk forrásmegjelöléseként.